# NGC 2344
NGC 2344 ist eine Spiralgalaxie vom Hubble-Typ Sbc im Sternbild Luchs am Nordsternhimmel. Sie ist schätzungsweise 45 Millionen Lichtjahre von der Milchstraße entfernt. Die Entfernungsmessungen basierend auf den Radialgeschwindigkeiten stimmen nicht mit den rotverschiebungsunabhängigen Entfernungsschätzungen von 116 ± 36 Millionen Lichtjahren überein.
Das Objekt wurde am 24. November 1886 vom US-amerikanischen Astronomen Lewis Swift entdeckt.